# Cunswick Tarn
Der Cunswick Tarn ist ein See im Lake District, Cumbria, England.
Der See liegt westlich von Kendal. Der See hat einen unbenannten Zufluss aus südlicher Richtung, aber keinen erkennbaren Abfluss.